# تپه کور چشمه ۳
تپه کور چشمه ۳ مربوط به دوران‌های تاریخی پس از اسلام - دوره سلجوقیان است و در شهرستان تاکستان، روستای کورچشمه واقع شده و این اثر در تاریخ ۲۵ اسفند ۱۳۷۹ با شمارهٔ ثبت ۳۲۰۷ به‌عنوان یکی از آثار ملی ایران به ثبت رسیده است.